# Tectura
Genre
Tectura est un genre de mollusques de la classe des gastéropodes.

## Liste d'espèces

### SelonNCBI(25 juil. 2011)[1]
- Tectura emydia
- Tectura fenestrata
- Tectura paleacea
- Tectura persona
- Tectura scutum
- Tectura testudinalis
- Tectura virginea

### SelonWorld Register of Marine Species(25 juil. 2011)[2]
- Tectura antillarum (Sowerby I, 1834)
- Tectura depicta (Hinds, 1842)
- Tectura paleacea (Gould, 1853)
- Tectura rosacea (Carpenter, 1864)
- Tectura tenera (C. B. Adams, 1845)
- Tectura virginea (O.F. Müller, 1776)

### SelonITIS(25 juil. 2011)[3]
- Tectura depicta (Hinds, 1842)
- Tectura fenestrata (Reeve, 1855)
- Tectura paleacea (Gould, 1853)
- Tectura persona (Rathke, 1833)
- Tectura rosacea (Carpenter, 1864)
- Tectura scutum (Rathke, 1833)
- Tectura testudinalis (Muller, 1776)
- Tectura virginea (O. F. Mueller, 1776)